# .an
.an은 과거에 존재했던 네덜란드령 안틸레스의 인터넷 국가 코드 최상위 도메인이다. 네덜란드령 안틸레스 대학교가 관리하고 있었다. 2010년 10월 21일을 기해 네덜란드령 안틸레스가 해체됨에 따라 현재는 사용되지 않고 있다.

## 같이 보기
- .cw
- .sx